# Undina (género)
Undina es un género extinto de pez óseo celacanto, un grupo de peces de aletas lobuladas que vivió durante la era Mesozoica.

## Especies
- Undina acutidens Reis 1888
- Undina barroviensis
- Undina gulo (sinónimo: Holophagus gulo) (especie tipo)
- Undina penicillata (Munster)
- Undina purbeckensis

## Distribución
Las especies de este género han sido halladas en el Cretácico de España, en el Jurásico de Alemania, Turquía y el Reino Unido y en el Triásico de Italia.
|  |  |  |